# Володарі ночі (Венеція)

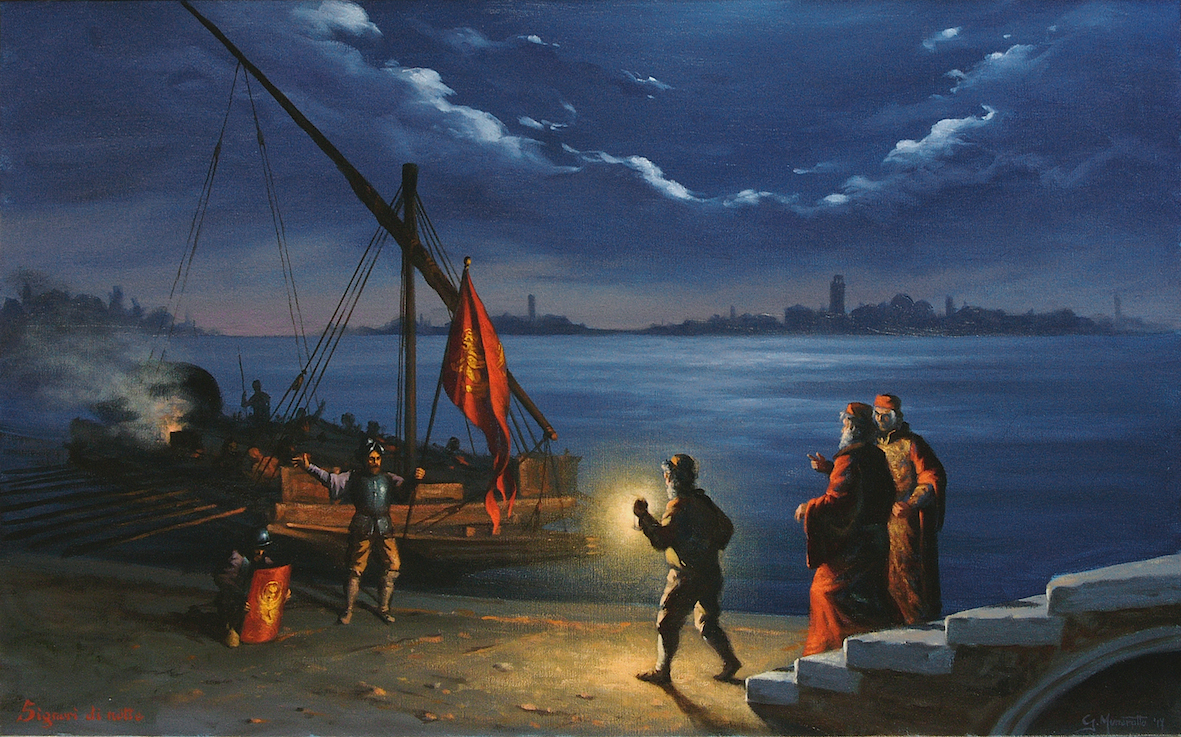
«Володарі ночі» під час нічної слідчої діяльності. Джанфранко Мунеротто, Signori di Notte, Венеція, 2017

Володарі ночі (італ. Signori della/di Notte) — магістрати Венеційської республіки, які діяли в спеціальних судах. Їх обов'язком було боротись із найтяжчими злочинами, що відбулись протягом ночі.

## Походження та повноваження

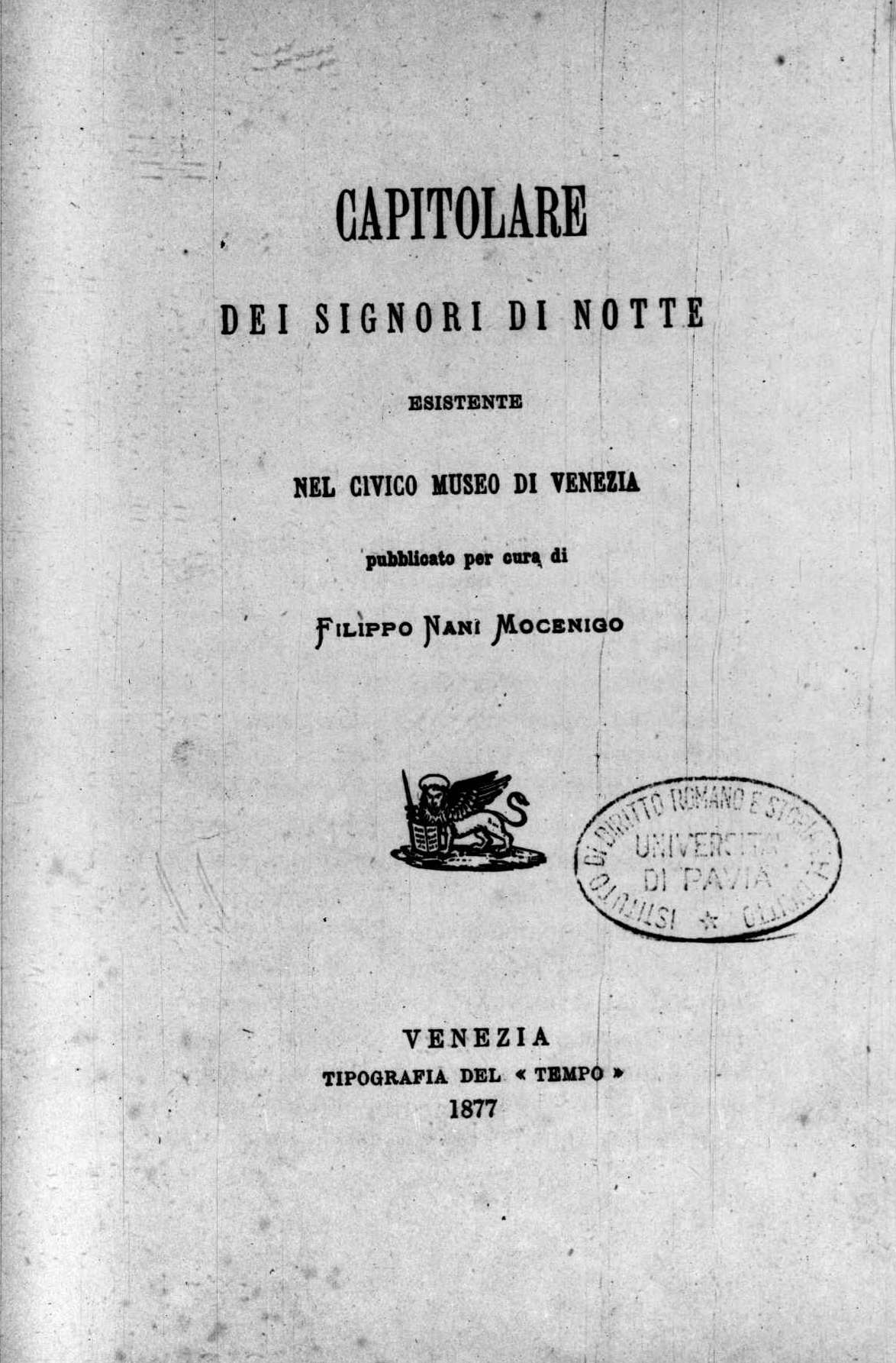
Філіппо Нані Моченіго, Capitolare dei signori di notte, 1877

У ранньому середньовіччі за підтримку порядку у місті Венеція відповідали дож (герцог) та його гвардія. Цю владу дож втратив наприкінці XII — на початку XIII століття. Для підтримки порядку Рада сорока заснувала три установи (колегії): авагадорів, «п'ять мудреців миру» (Cinque Savi della pace) та володарів ночі.
Перші згадки про подібні посади відносяться ще до XII століття, а в 1250 році володарі ночі фігурують в письмових джерелах. Спочатку їх було двоє, а з 1260 року кількість була збільшена до шести, по одному для кожного району (сестрієре) Венеції. Їхня назва походить від їх обов'язків доглядати за тим, що відбувалося в місті протягом ночі. Сфера їх юрисдикції включали крадіжки, вбивства, двоєженство, використання вогнепальної зброї, напади, злочинну змову, бездомність, зґвалтування, дезертирство з галер і несплату орендної плати.
Допити і суд відбувались у кімнаті тортур (італ. Camera del Tormento) в Палаці дожів, причому допити і суди відбувалися зазвичай вночі або в сутінках. Відповідачі могли оскаржити рішення господарів ночі в Раді сорока (Верховному суді Венеційської республіки) через державних авагадорів (прокурорів).

## Розділення на дві колегії
У 1544 році магістрат Володарів ночі був розділений на дві колегії — Володарі ночі в кримінальних справах (Signori della Notte al Criminàl) та Володарі ночі в цивільних справах (Signori della Notte al Civìl), яким була передана частина обов'язків, зокрема виконання іноземних вироків, продаж застав, вигнання злочинців і небажаних осіб. Вони також заміняли звичайні суди, які не працювали у святкові дні.